# 平岡優一
平岡 優一（ひらおか ゆういち、1968年（昭和43年）3月25日 - ）は、日本の実業家、パフォーマー、政治家である。
企画・プロデュースなどを行うインフォライズンのオーナー。広島市の観光PRを担う安芸ひろしま武将隊のリーダー・プロデューサー。広島市議会議員。

## 来歴
1968年、広島市に生まれ、幼少期は父親の転勤のため、関西で過ごす。修道中学校・高等学校を経て、関西学院大学法学部政治学科を卒業。大学時代より音楽活動（バンド）を始め、音楽での立身を夢みるも、20代半ばで断念。20代後半に鷗州コーポレーションに入社、塾教師、人事担当、AICJ中学校・高等学校など学校の立ち上げ・運営を経験。40歳で独立・起業、広島県平清盛プロジェクトや広島城観光活性化事業をはじめとする観光PRプロジェクトなどを手掛ける。2019年、広島市議会議員選挙に初当選した。

## 人物
- 学生時代から20代後半までビジュアル系バンドのボーカリストとして活動しており[8]、安芸ひろしま武将隊でもその歌唱力を生かしたライブパフォーマンスを披露している[動画 1]。
- 安芸ひろしま武将隊としては県外遠征を多数経験。フランス・パリで毎年開催されるJapan Expoに2年連続出演したほか、タイ、アメリカにも遠征経験がある。
- インバウンド事業として外国人観光客向けナイトエンターテイメント「サムライニンジャシアター」[動画 2]を企画・運営。
- ミスターオブザイヤー2022西日本大会に出場。サムライパフォーマンスを披露し、グラシャス部門でグランプリ受賞。続く日本大会（会場：幕張メッセ）では準グランプリを受賞。
- 2025年1月、ミュージカル「EXODUS（エクソーダス）」に出演。ミミ萩原、木村一八、麗美、天宮菜生、荒井香織らと共演する。
- 広島市議会では、会派は自民党・市民クラブ。これまで経済観光環境委員会、総務委員会、建設委員会、都市活性化対策特別委員会、議会運営委員会、政策立案検討会議などに所属[9]。自身が普段演じている毛利元就公になぞらえて、観光・教育・福祉を三本の矢として政策の中心としている[10]。
- 城下町広島の歴史についての講演を小学校、大学、各種団体などで行っている。
- 広島城天守閣の木造復元を自身の大きなテーマの一つとして掲げている。

## 出演
- Dearボス 〜トップの秘密のぞき見バラエティ〜（広島テレビ、2019年6月2日）
- 週末ワイド ちゅピクリー（FMちゅーピー、2015年10月2日 - 2016年3月25日）
- 安芸ひろ大好き♥百万一心！（FMちゅーピー、2016年4月6日 - 2019年9月24日）

### 動画
1. ↑  安芸ひろしま武将隊 - SAMURAI PRIDE - YouTube
2. ↑   "Samurai Ninja Theater in Hiroshima"～広島の「サムライニンジャシアター」 - YouTube